# Brian Frons
Brian Frons (ur. 15 czerwca 1956) – amerykański manager telewizyjny i były prezes ABC Daytime.

## Edukacja
Frons kształcił się na Syracuse University, gdzie otrzymał stopień magistra nauk ścisłych oraz na State University of New York at Fredonia, gdzie zdobył licencjat z historii.

## Kariera telewizyjna
Karierę telewizyjną rozpoczął w 1978 jako praktykant w CBS Entertainment. Później otrzymywał różne kierownicze stanowiska, a w wieku 26 lat został najmłodszym wiceprezesem programowym NBC Entertainment. W 2002 dołączył do ABC Television Network jako prezes ABC Daytime
W maju 2006 szefowa Disney-ABC Television Group, Anne Sweeney, mianowała Fronsa prezesem niedawno utworzonego Daytime, Disney-ABC Television Group. Jako jego szef był odpowiedzialny za rozwój, marketing, produkcję i reklamę wszystkich programów ABC Daytime, takich jak opery mydlane Wszystkie moje dzieci, Szpital miejski, Tylko jedno życie i Port Charles oraz talk-show The Chew, The Revolution i The View. Wprowadził także radykalne zmiany programowe, które jednak nie spodobały się wielu widzom. The View, który dziś zalicza się do najlepszych programów w telewizji, największy wzrost oglądalności zanotował w sezonie 2008 i 2009. W 2010 telewizyjną transmisję z prezydentem Barackiem Obamą obejrzała rekordowa liczba 6,6 miliona widzów. 14 kwietnia 2011 Frons ogłosił zakończenie produkcji Wszystkich moich dzieci i Tylko jednego życia, których ostatnie odcinki zostały wyemitowane kolejno we wrześniu 2011 i styczniu 2012, a w ich miejscu pojawiły się dwa nowe programy talk-show The Chew i The Revolution, odpowiednio o tematyce kulinarnej i zdrowotno-lifestylowej

### Odejście z ABC
2 grudnia 2011 ABC Disney ogłosił, że Frons odejdzie ze stanowiska w styczniu 2012. Jego miejsce zajęła Vicki Dummer, związana z telewizją ABC od 1996 roku.

## Krytyka
Po tym jak w jednym z wywiadów wyznał, że „widzów trzeba tresować jak psy, by zaakceptowali jego wizję programową”, posypał się na niego grad krytyki. W Internecie powstała nawet strona z petycją o jego usunięcie z ABC. W tym samym wywiadzie robił też uwłaczające komentarze o aktorce Kathy Brier, stwierdzając, że skoro ma nadwagę to nie jest atrakcyjna. Później musiał wydać publiczne przeprosiny za swoje słowa. Wiele osób uważało, że niestosowne komentarze Fronsa, które ciągle ukazywały się w mediach szkodziły stacji i kosztowały ją duże pieniądze.
Jego krytycy zarzucali mu również to, że zwalnia długoletnich aktorów ze znanych seriali po to, by płacić aktorom, którzy są „jego osobistymi zwierzętami domowymi”. Jak aktor Stuart Damon i aktorka Julia Barr, która bez żadnych wyjaśnień została zwolniona z serialu Szpital miejski.

## Życie prywatne
Jest żonaty z Jeanine Guarneri-Frons, uznaną reżyserką serialu Santa Barbara. Mieszkają w Encino w Kalifornii. Jest kuzynem Marca Fronsa, głównego szefa technologii w The New York Times.